# مدرسة ابن الأثير (بغداد)
مدرسة ابن الأثير مدرسة تاريخية في بغداد، يعود تأسيسها إلى عهد المغول. وهي مضافة لمجد الدين محمد بن الأثير، المتوفى عام 1286. تم تشييدها بعد سقوط بغداد على يد المغول. إلا أنها لم تعد موجودة اليوم.